# (30396) Annleonard
2000 KV36 (asteroide 30396) é um corpo celeste do Cinturão de Asteroides, localizado entre Marte e Júpiter. Possui uma excentricidade de 0.08174930 e uma inclinação de 2.86074º.
Este asteroide foi descoberto no dia 28 de maio de 2000 por LINEAR em Socorro.